# Kuruvangi, Chikmagalur
Kuruvangi là một làng thuộc tehsil Chikmagalur, huyện Chikmagalur, bang Karnataka, Ấn Độ.